# Fähnrich (NVA)
Fähnrich (Abk.: Fähnr / in Listen: FR) bezeichnete einen „Dienstgrad zwischen Unteroffizieren und Offizieren; in der Nationalen Volksarmee (NVA) und den Grenztruppen (GT) der DDR (1973 eingeführt) und ist ein militärischer Fachschulkader (Militärspezialist), der sich für mindestens 15 Jahre Dienstzeit verpflichtete.“ Dies war aber auch gleichzeitig der Oberbegriff für die Dienstgradgruppe der Fähnriche (NVA) beziehungsweise Bezeichnung für diese spezielle Laufbahn. Die Ansprache lautete Genosse(in) Fähnrich.
Trotz der Namensgleichheit entspricht der Fähnrich (NVA) nicht dem Fähnrich (Bw) und unterschied sich grundlegend vom bisherigen Fähnrich in deutschen Streitkräften. Im Unterschied zu Reichswehr, Wehrmacht und Bundeswehr trugen die Offizieranwärter der NVA keine Fähnrichdienstgrade, sondern Offiziersschülerdienstgrade mit der aktuellen Studienjahrbezeichnung.
Mit diesem Konzept folgte die NVA-Führung dem Beispiel der UdSSR, die ab 1971 die Laufbahngruppe Praporschtschik (Marine: Mitschman) wieder einführte. In anderen Warschauer-Pakt-Staaten gab es eine ähnliche Entwicklung, dort griff man jedoch teilweise auf Rangbezeichnungen zurück, die den nationalen militärischen Traditionen des betreffenden Landes verbunden waren.

## Einführung
In der NVA und in den Grenztruppen der DDR wurden im Jahre 1973 gemäß Ministerbefehl Nr. 168/73 zunächst die eigenständige Dienstgradgruppe der Fähnriche und der Dienstgrad Fähnrich eingeführt und zwischen den Berufsunteroffizieren und den Offizieren angesiedelt.
Am 1. Oktober 1979 wurde mit den Dienstgraden Oberfähnrich, Stabsfähnrich und Stabsoberfähnrich diese Dienstgradgruppe erweitert. Somit entstand eine eigenständige Fähnrich-Laufbahn.
Die allgemeine Verpflichtungsdauer betrug für Fähnriche 25 Dienstjahre, wurde aber später auf 15 Jahre verringert.
Der Fähnrich der NVA stand in einem besonderen Vorgesetztenverhältnis, das eine Zwitterstellung zwischen den Laufbahnen der Unteroffiziere und der Offiziere (mit Offizierspatent) darstellt. Wie Offiziere waren Fähnriche im Gegensatz zu Berufsunteroffizieren in der Freizeit nicht an den Standortbereich gebunden, sie mussten, wenn sie keinen Urlaub hatten, nur innerhalb von 24 Stunden erreichbar sein.

## NVA-Fähnrichdienstgrade
| TSK   | Luft-, Landstreitkräfte und Grenztruppen | Luft-, Landstreitkräfte und Grenztruppen | Luft-, Landstreitkräfte und Grenztruppen | Luft-, Landstreitkräfte und Grenztruppen | Luft-, Landstreitkräfte und Grenztruppen | Luft-, Landstreitkräfte und Grenztruppen | Volksmarine       | Volksmarine   | Volksmarine  | Volksmarine | Volksmarine                             | Volksmarine                             |
| Farbe | Luftstreitkräfte                         | Panzertruppe                             | Pioniertruppe                            | Fallschirmjäger                          | Grenztruppen                             | Felddienstanzug                          | Marineblau        | Marineblau    | Marineblau   | Marineblau  | Marineblau                              | Marineblau                              |
| ----- | ---------------------------------------- | ---------------------------------------- | ---------------------------------------- | ---------------------------------------- | ---------------------------------------- | ---------------------------------------- | ----------------- | ------------- | ------------ | ----------- | --------------------------------------- | --------------------------------------- |
|       |                                          |                                          |                                          |                                          |                                          |                                          |                   |               |              |             |                                         |                                         |
|       | Stabsoberfähnrich                        | Stabsoberfähnrich                        | Stabsfähnrich                            | Oberfähnrich                             | Fähnrich                                 | Fähnrichschüler (2. Studienjahr)         | Stabsoberfähnrich | Stabsfähnrich | Oberfähnrich | Fähnrich    | Fähnrichschüler (2. - / 1. Studienjahr) | Fähnrichschüler (2. - / 1. Studienjahr) |
| Rang  | WO-4                                     | WO-4                                     | WO-3                                     | WO-2                                     | WO-1                                     | WO-1                                     | WO-4              | WO-3          | WO-2         | WO-1        | WO-1                                    | WO-1                                    |

## Ausbildung
Das in der NVA neu gegründete Fähnrichkorps sollte hoch spezialisierte „Langdiener“ unterhalb der Offiziersebene stellen und eine Qualifikationslücke in den technischen Laufbahnen schließen. Während Berufsunteroffiziere den Meisterabschluss besaßen, beendeten die Offiziere ihre Ausbildung an den Offiziershochschulen mit Hochschuldiplom als Diplom-Ingenieure, Diplom-Militärwissenschaftler oder Diplom-Gesellschaftswissenschaftler. Für Fähnriche der NVA wurde mittelfristig eine Fachschulingenieursausbildung angestrebt.
Zu Fähnrichen rückten zunächst dienstältere Unteroffiziere auf, in der Regel im Dienstgrad Stabsfeldwebel, auch ohne dass diese einen Fachschulabschluss besaßen. Damit konnten Spezialisten gehalten werden, die sonst nach ihrer zehnjährigen Dienstzeit ausgeschieden wären.
Später konnten nur noch Fähnrichschüler zum Fähnrich ernannt werden, wenn sie eine zweijährige Ausbildung an einer Militärtechnischen Schule oder einer Offiziershochschule der DDR erfolgreich abgeschlossen hatten. Diese Ausbildung wurde teilstreitkraftsintern, beispielsweise für die Luftstreitkräfte der Nationalen Volksarmee an der Militärtechnischen Schule der Luftstreitkräfte/Luftverteidigung „Harry Kuhn“, durchgeführt. Während dieser Ausbildung trugen die Soldaten eigenständige Fähnrichschülerdienstgrade.
Von der vorgenannten zweijährigen Ausbildung wurde in den 1980er Jahren in bestimmten Fachrichtungen (bspw. Informatik) abgewichen. Mittels einer Verpflichtung zur Fähnrichlaufbahn (Fähnrichbewerber) studierten zukünftige Fähnriche an einer zivilen Ingenieurschule (bspw. drei Jahre an der Ingenieurschule Görlitz), durchliefen eine dreimonatige militärische Grundausbildung mit Dienstgrad Fähnrichschüler 2. Ausbildungsjahr bspw. an der Unteroffiziersschule »Kurt Bennewitz« Delitzsch, wurden nach erfolgreichem Abschluss zum Fähnrich ernannt und an ihre Standorte (bspw. Gefechtsstände der LVD) versetzt. Ihre Dienststellen lernten die Fähnrichbewerber in aller Regel bereits während ihres zivilen Ingenieursstudiums kennen, und zwar während des letzten halben Jahres, in dem die schriftliche Ingenieursarbeit mit einem praktischen militärischen technischen Thema in dieser Dienststelle angefertigt wurde.
Mit der gleichzeitigen Einrichtung der neuen Dienstgrade Oberfähnrich, Stabsfähnrich und Stabsoberfähnrich wandelte sich das Fähnrichkorps der NVA endgültig von einer Dienstgradgruppe zu einer eigenständigen Laufbahn.

## Verwendungen
Für das NVA-Fähnrichskorps waren Verwendungen im Truppendienst und im technischen Bereich als Leiter von Werkstätten, Flugleitstellen und Fernmeldezentralen möglich. Weitere Einsatzmöglichkeiten als Militärspezialist boten sich beispielsweise in der Logistik, Instandsetzung oder als Grenzaufklärer in den Grenzkompanien. Ebenso möglich war der Einsatz als Hauptfeldwebel oder als Stellvertreter des Kompaniechefs für technische Ausrüstung. Des Weiteren wurden Fähnriche als 2. Hubschrauberführer/Operator auf Kampfhubschraubern eingesetzt. Hier waren sie für die Navigation sowie die Bedienung des MG (Mi 24) und der Lenkraketen zuständig.

## Uniform und Insignien
Fähnriche trugen Offiziersuniformen und die entsprechenden Offiziersinsignien (Kragenspiegel, silberne Mützenkordel, braunes Offizierskoppel mit Dornschließe usw.), nicht aber die zur Parade angelegte Feldbinde (aus silberfarbenem Aluminiumgespinst) und den Paradesäbel als blanke Seitenwaffe, als Teilnehmer einer Ehrenformation oder den Ehrendolch zur Ausgangsuniform bzw. zum Gesellschaftsanzug.
Die Schulterstücke aus mattsilberner Plattschnur ähnelten jenen der Offiziere von Unterleutnant bis Hauptmann, jedoch waren die beiden äußeren Schnüre steingrau gefärbt oder bei der Volksmarine und Grenzbrigade Küste blau gehalten.
In Abhängigkeit vom Fähnrichrang wurden ein bis vier goldfarbene viereckige Offizierssterne in Reihe auf dem Schulterstück befestigt. Mit Einführung der Abstufung der Fähnrichränge im Jahre 1979 sollten silberfarbene Feldwebelsterne getragen werden. Aufgrund von Beschwerden Betroffener, die diese Änderung als Herabsetzung empfanden, wurde sie nach einigen Wochen wieder zurückgenommen.
Eine weitere Besonderheit war die Dienstalterskennzeichnung in Form eines speziellen Ärmelaufnähers (im Soldatenjargon auch „Flaschenetikett“) am linken Oberarm der Uniformjacke und des Uniformmantels. Der Aufnäher zeigte das Staatswappen der DDR und einen aufgestickten viereckigen Offiziersstern für mehr als 10 Dienstjahre, zwei Sterne für mehr als 15 Dienstjahre und drei Sterne für mehr als 20 Dienstjahre. Diese Art der Dienstalterskennzeichnung war mit der Einführung der weiteren Fähnrich-Dienstgrade im Jahre 1979 überflüssig und konnte wieder abgeschafft werden.

Ärmelabzeichen 1973–1979
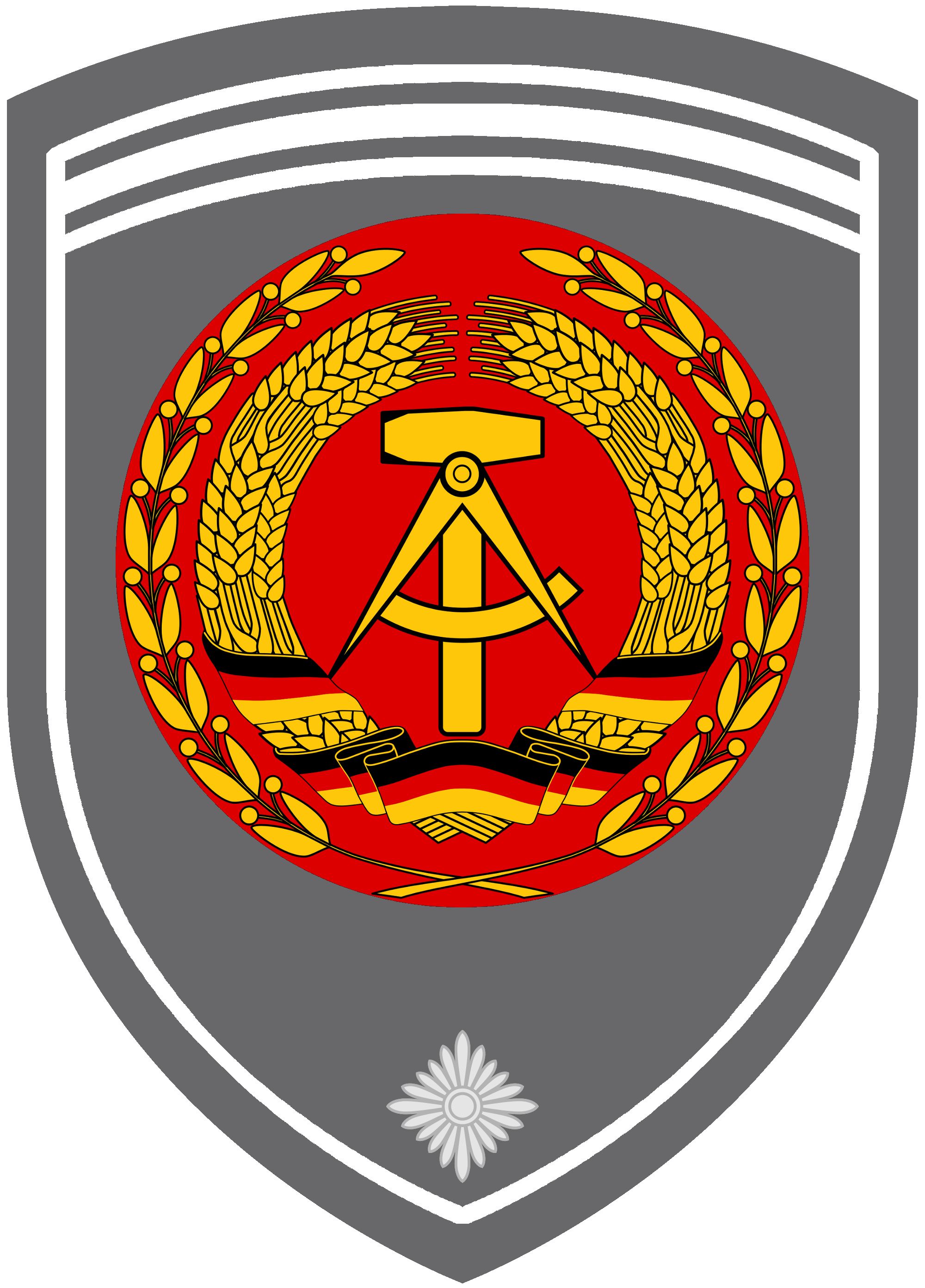
… ein Stern, 10 Dienstjahre (LaSK, LSK, GT)
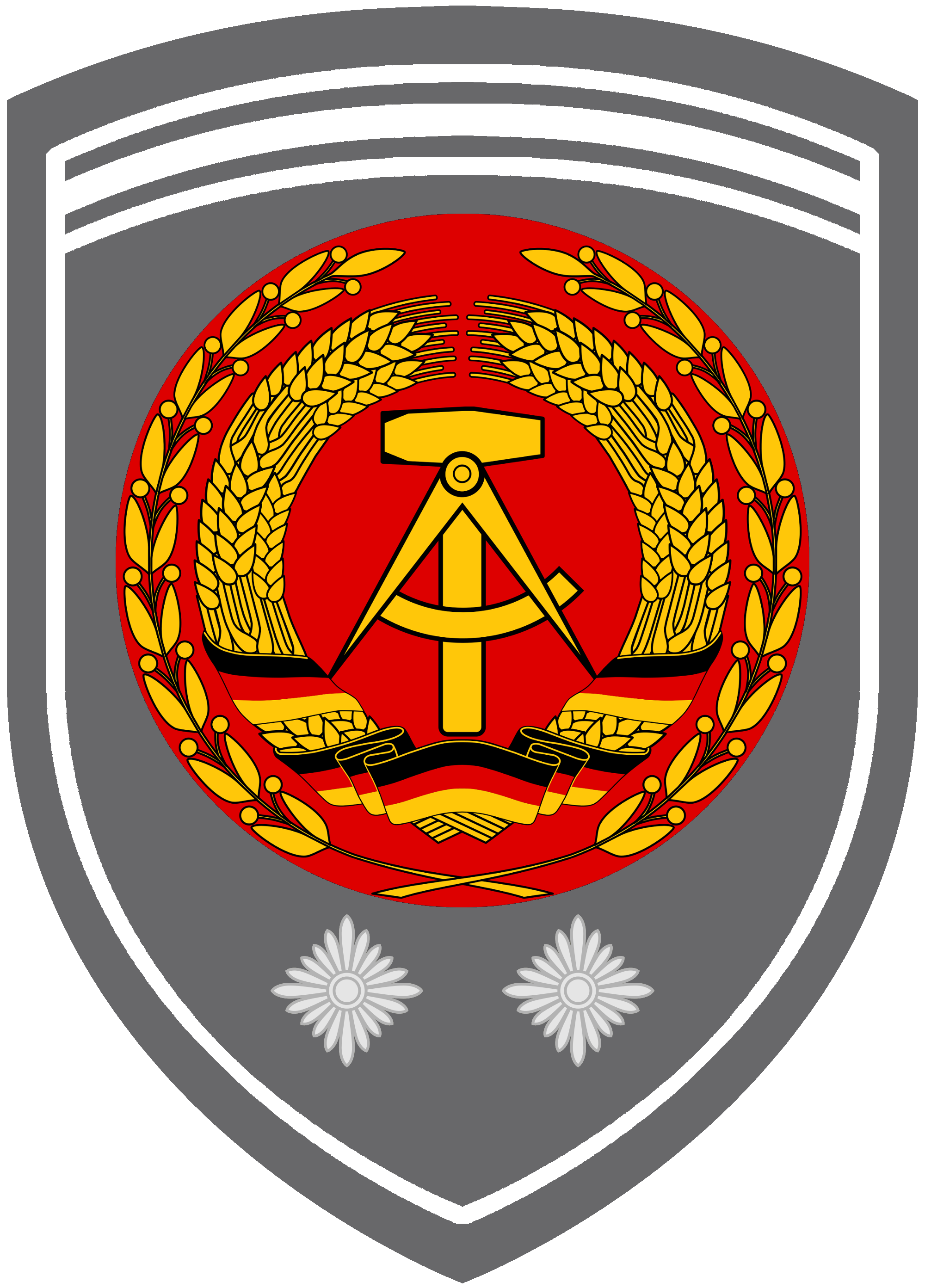
… zwei Sterne, 15 Dienstjahre
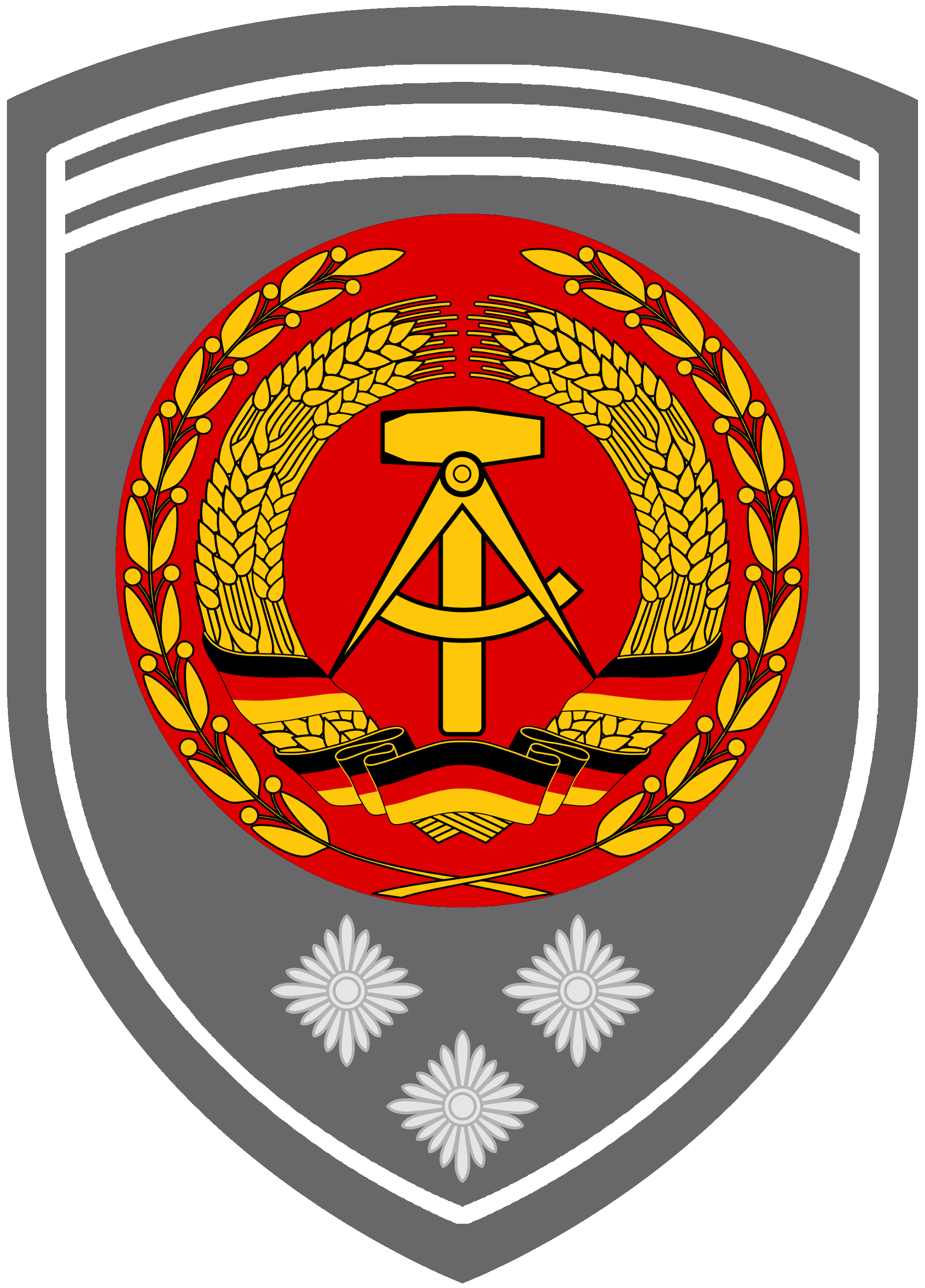
… drei Sterne, 20 Dienstjahre
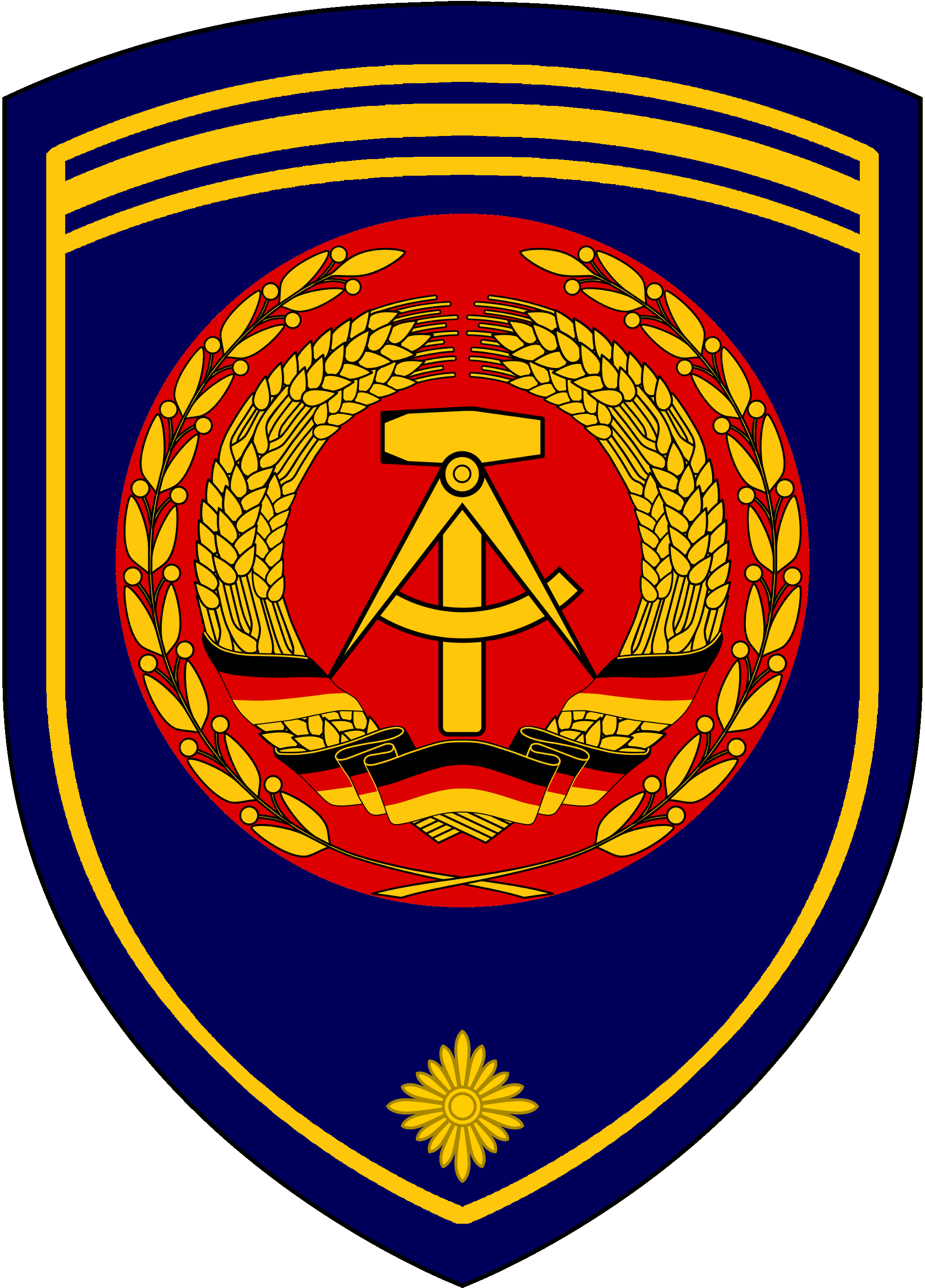
… ein Stern, 10 Dienstjahre (Volksmarine)
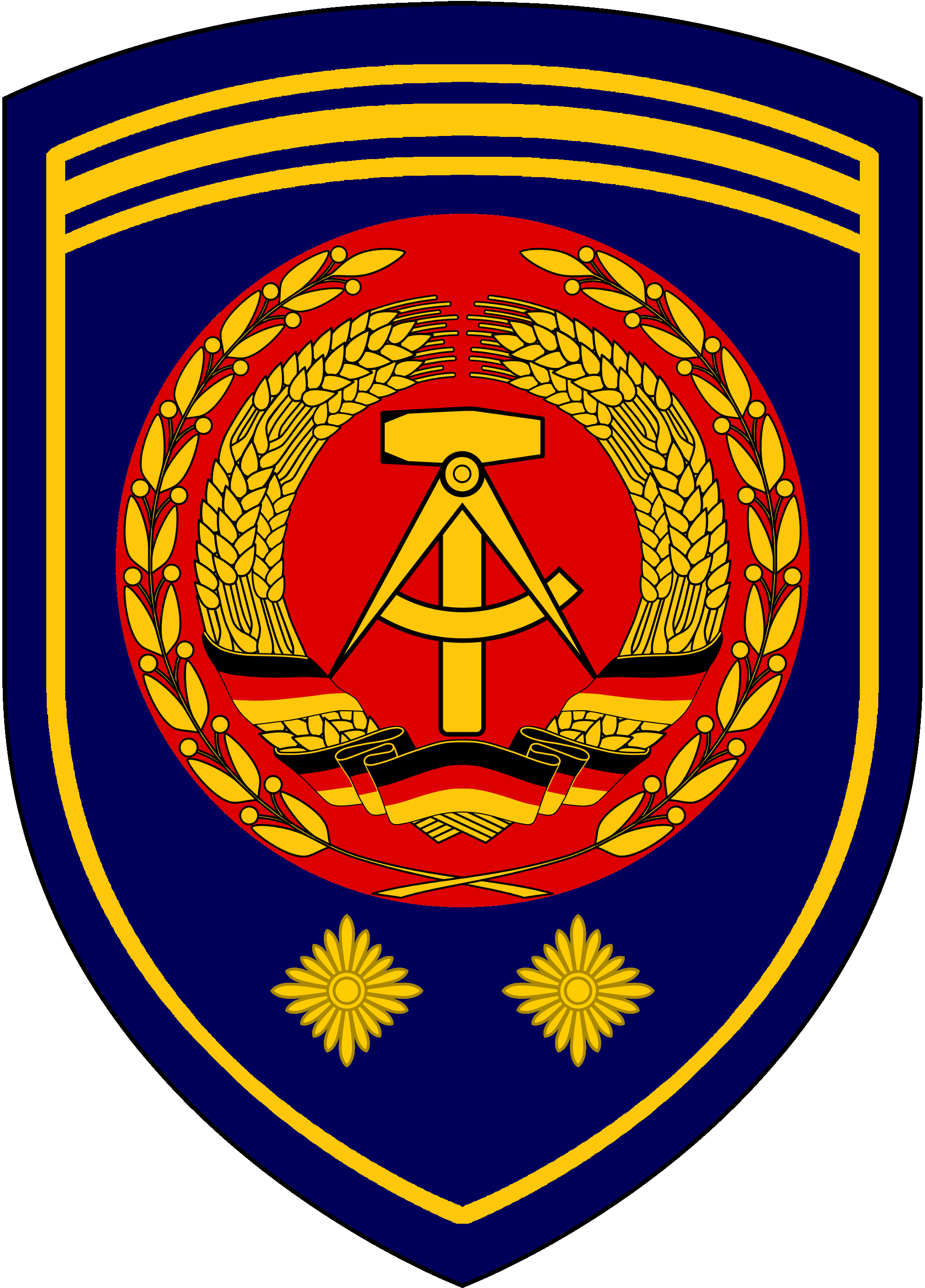
… zwei Sterne, 15 Dienstjahre
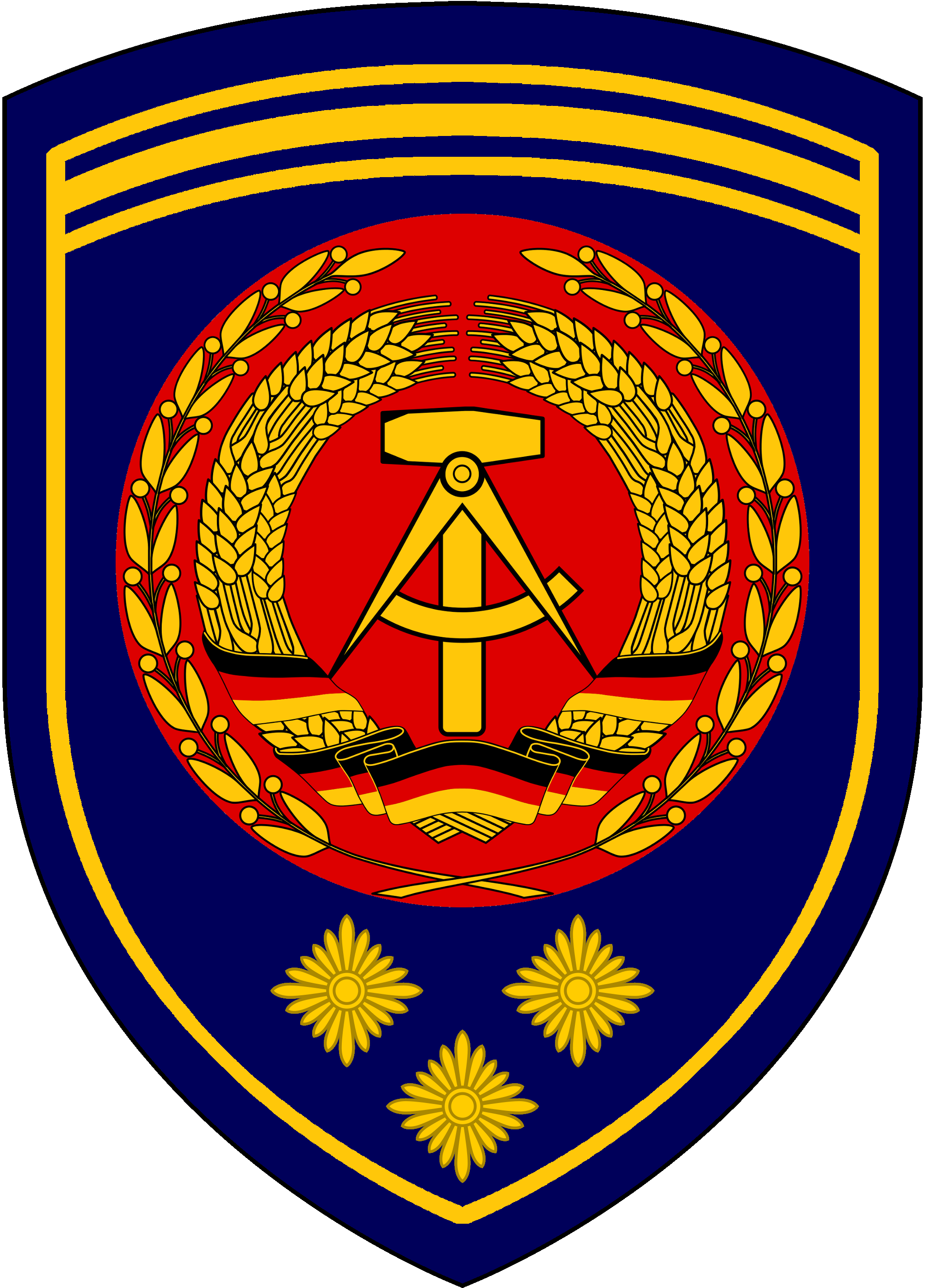
… drei Sterne, 20 Dienstjahre

Die Dienstlaufbahnabzeichen wurden nach Art der Unteroffiziere getragen.